# L'Enlèvement du Premier ministre
Pour le téléfilm, voir L'Enlèvement du Premier ministre (téléfilm).
L'Enlèvement du Premier ministre (The Kidnapped Prime Minister) est une nouvelle policière d'Agatha Christie mettant en scène le personnage d'Hercule Poirot.
Initialement publiée le 25 avril 1923 dans la revue The Sketch au Royaume-Uni, cette nouvelle a été reprise en recueil en 1924 dans Poirot Investigates au Royaume-Uni. Elle a été publiée pour la première fois en France dans la revue Club des masques en novembre 1933, puis dans le recueil Les Enquêtes d'Hercule Poirot en 1968.

## Résumé
Le Premier ministre britannique est en retard pour prendre son train qui doit le mener en France pour une conférence portant sur le réarmement de l'Allemagne. Fort heureusement, il arrive à temps et son garde du corps explique à l'éternel inspecteur Japp que des gangsters ont tenté de tuer le ministre en pleine campagne. Celui-ci ne fut touché qu'à la joue et ensuite soigné dans un hôpital. Le Premier ministre part en France sans problème.
Quelque temps plus tard, Hercule Poirot, en sortant de son chez tailleur qui lui expliquait qu'il avait grossi, est demandé à midi pile chez un lord important du pays. Ce lord lui explique qu'on a enlevé le Premier ministre en France.
Hercule Poirot enquête donc et se rend compte (encore une fois) que tout a toujours une face cachée... Il découvrira que le Premier Ministre a effectivement été enlevé, mais en Grande-Bretagne, et non pas en France comme tout le monde le croyait. Et il trouvera sans trop de difficulté le repaire des ravisseurs.

## Publications
Avant la publication dans un recueil, la nouvelle avait fait l'objet de publications dans des revues, dans la série « The Grey Cells of M. Poirot I » :
- le 25 avril 1923, au Royaume-Uni, sous le titre « The Kidnaped Prime Minister », dans le no 1578 (vol. 122) de la revue The Sketch[1],[2] ;
- en mai 1924, aux États-Unis, dans le no 6 (vol. 38) de Blue Book Magazine[1] ;
- en novembre 1933, en France, dans le no 22 du magazine Club des masques[3] ;
- en janvier 1962, en France, sous le titre « On a enlevé le Premier ministre », dans le no 168 de la revue Mystère magazine[3].

La nouvelle a ensuite fait partie de nombreux recueils :
- en 1924, au Royaume-Uni, dans Poirot Investigates[1],[4] (avec 10 autres nouvelles) ;
- en 1925, aux États-Unis, dans Poirot Investigates[1] (avec 13 autres nouvelles, soit 3 supplémentaires par rapport au recueil britannique) ;
- en 1968, en France, dans Les Enquêtes d'Hercule Poirot (recueil ne reprenant que 9 des 11 nouvelles du recueil britannique)[3].

## Adaptations
- 1990 : L'Enlèvement du Premier ministre (The Kidnapped Prime Minister), téléfilm britannique de la série télévisée Hercule Poirot (18e épisode, 2.08), avec David Suchet dans le rôle principal.
- 2004 : The Prime Minister's Disappearance, épisode en deux parties de la série animée japonaise Agatha Christie's Great Detectives Poirot and Marple.